# Ture Sjögren
Ture "Tusse" Hilding Sjögren, född 11 augusti 1892 i Ängelholm, död 11 december 1962 i Lund, var en svensk tidningsman, författare, arkivarie och lundaprofil. 

## Biografi
"Tusse" (som han var känd som för generationer av lundabor) avlade studentexamen vid Katedralskolan i Lund vårterminen 1910 och inskrevs samma år vid Lunds universitet för att studera estetik, som då var samlingsnamnet på litteratur- och konsthistoria. Han blev dock snabbt betydligt mer engagerad i studentlivet än i sina studier och avlade trots ett tiotal år som student inte någon examen. 
I gengäld hann han bland annat vara kurator i Blekingska nationen, skriva och regissera spex och studentrevyer (Tusse kallades bland annat för "en av Prinsessan Uardas trognaste kavaljerer" efter att ha ansvarat för ett otal uppsättningar av det klassiska spexet med detta namn) och redigera litterära tidskrifter.
Icke minst kom Ture Sjögren dock, i sin egenskap av vice förman för Akademiska Föreningens sociala utskott, att med början 1915 successivt bygga upp de unika samlingar av studentlivsrelaterat material som i dag utgör AFs Arkiv & Studentmuseum. Han skötte detta arkiv fram till sin död och det hann under denna tid svälla ut från att ha rymts i en skrivbordslåda till att kräva specialbyggda lokaler i AF:s källare.
Även om "Tusse" i hjärtat förblev student hela sitt liv arbetade han från slutet av 1910-talet som journalist och senare redaktör vid Lunds Dagblad. Här skrev han allt från nyhetsnotiser och lokalhistoriska artiklar till kulturjournalistik, kåserier och poesi, ofta under en lång rad olika signaturer ("Erik Wiede", "Mufti", "Fagotten" med flera). Mot slutet av sitt liv publicerade han också en lång artikelserie med sina minnen från studentlivet på 1910-talet, vilka senare givits ut i bokform som AF:s årsbok.
Tusse blev med tiden en institution i Lund och ansågs vara en av de mest kunniga i stadens historia. Han utsågs till hedersledamot i såväl AF som Blekingska nationen och Lunds nation och erhöll Lunds stads förtjänstmedalj i silver. Han var en nära vän till Gabriel Jönsson. Sjögren är begravd på Ängelholms kyrkogård.